# ليون توك
ليون توك (بالإنجليزية: Leon Tuck)‏ هو لاعب هوكي الجليد أمريكي، ولد في 25 مايو 1891 في وينتشتر ‏ في الولايات المتحدة، وتوفي في 2 سبتمبر 1953 في بوسطن في الولايات المتحدة.

## وصلات خارجية
- ليون توك على موقع EliteProspects.com (الإنجليزية)
- ليون توك على موقع Eurohockey.com (الإنجليزية)
- ليون توك على موقع أوليمبيديا (الإنجليزية)